# Abisko

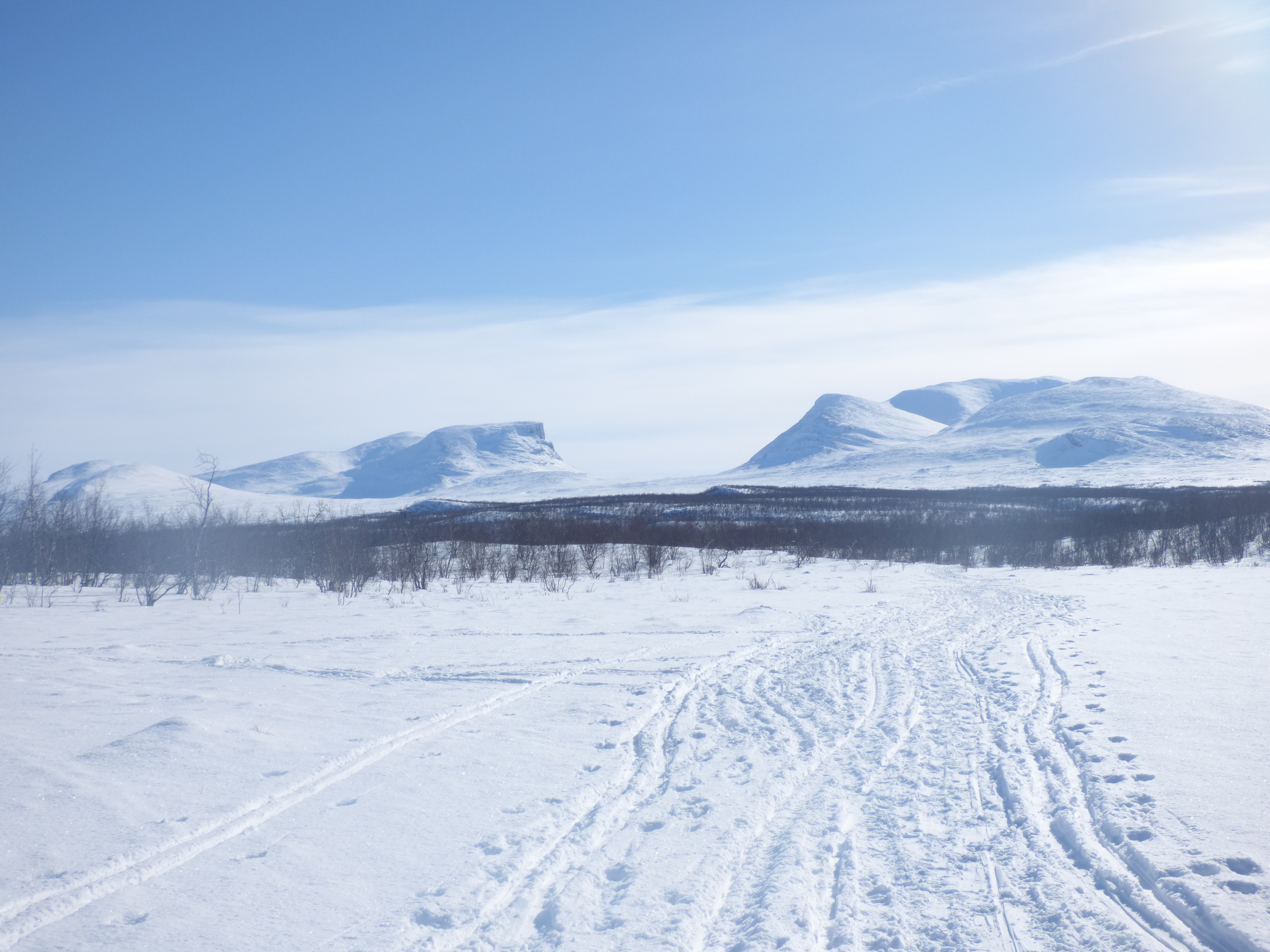
La porte de la Laponie à Abisko.

Abisko (en same du Nord Ábeskovvu) est une localité de la commune de Kiruna, à l'extrême nord de la Suède. Elle est située au bord du lac Torneträsk et sur la ligne de chemin de fer Malmbanan (« ligne du minerai de fer ») construite au début du XXe siècle pour évacuer le minerai vers la mer.
La localité s'est développée autour de ses deux gares, Abisko östra (« Abisko Est ») et Abisko turiststation (« Abisko station touristique »). Cette dernière constitue un point d'entrée important du parc national d'Abisko et de plusieurs chemins de randonnée, dont la célèbre Kungsleden.
Elle abrite la base de recherche scientifique d'Abisko, un centre important sur l'écologie arctique et le réchauffement climatique.

## Histoire
L'histoire d'Abisko commence avec la construction de la ligne de chemin de fer Malmbanan de 1899 à 1902. Lors de sa construction, le tunnel à travers la montagne Njullá est un projet majeur et de nombreux ouvriers participant à la construction du tunnel y vivent pendant plusieurs années. Une centrale hydroélectrique temporaire est construite sur l'Abiskojåkka pour alimenter la construction du tunnel.
Après l'achèvement de la ligne de chemin de fer, la STF, association touristique suédoise, acquiert en 1903 l’une des maisons d'ingénieur du chantier située près de l’Abiskojåkka et commence à accueillir des touristes. Grâce à des agrandissements constants et de nouveaux bâtiments, Abisko devient le point central de la vie touristique des montagnes de Laponie.

## Anecdote
- Simone de Beauvoir et Jean-Paul Sartre passèrent plusieurs jours à Abisko en août 1947 lors d'un voyage en Suède[2].

## Illustrations

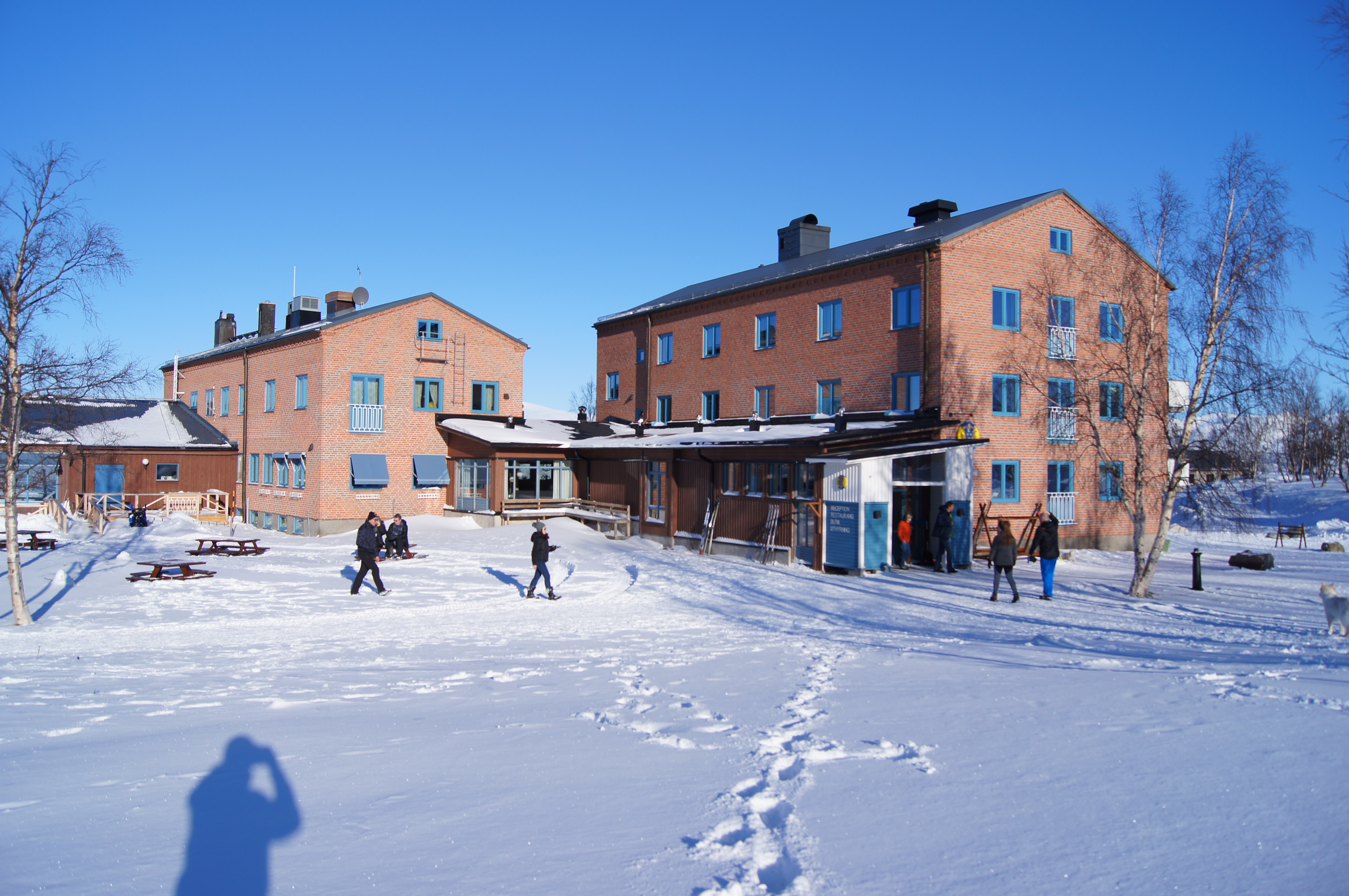
La station touristique en hiver
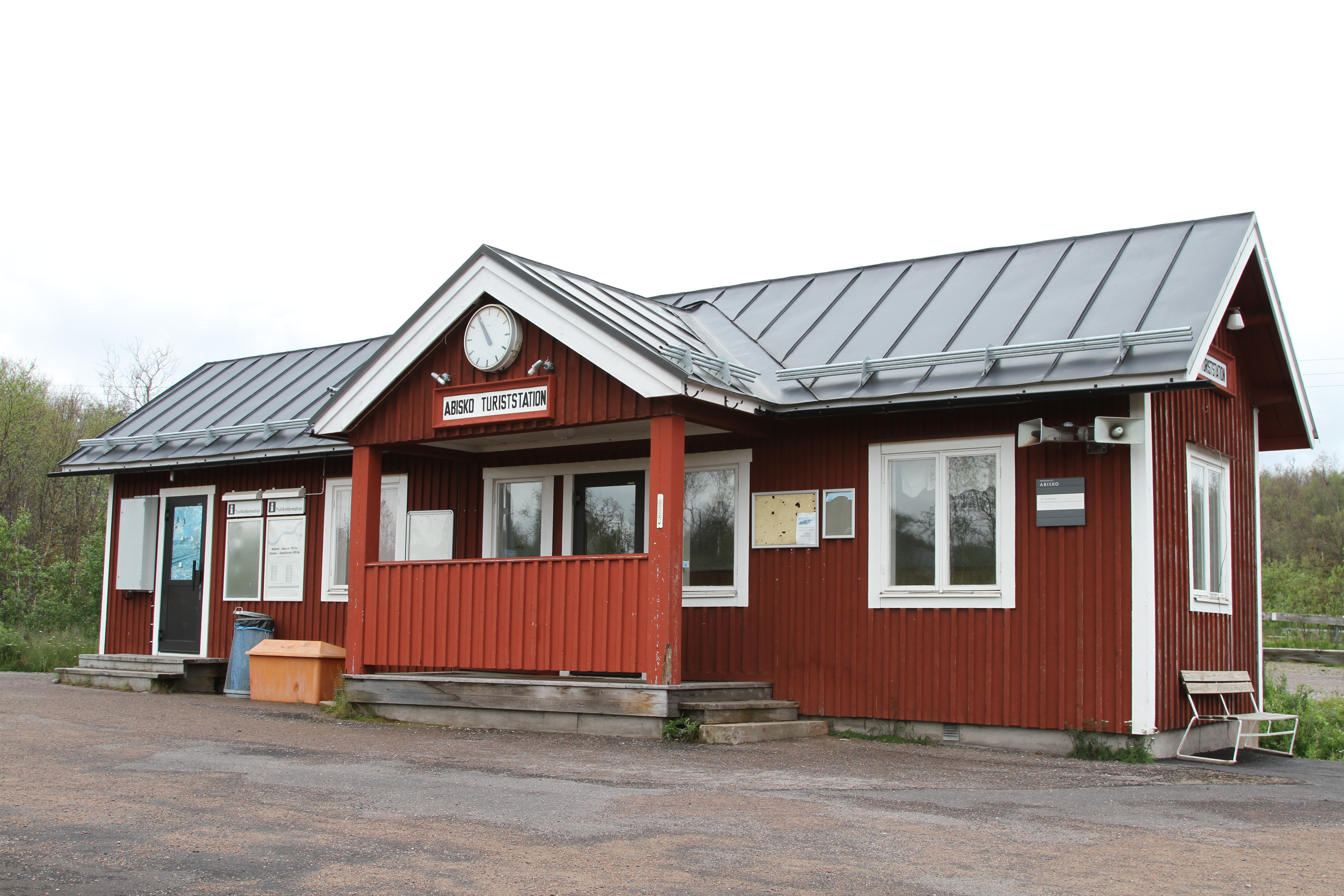
La gare de la station touristique
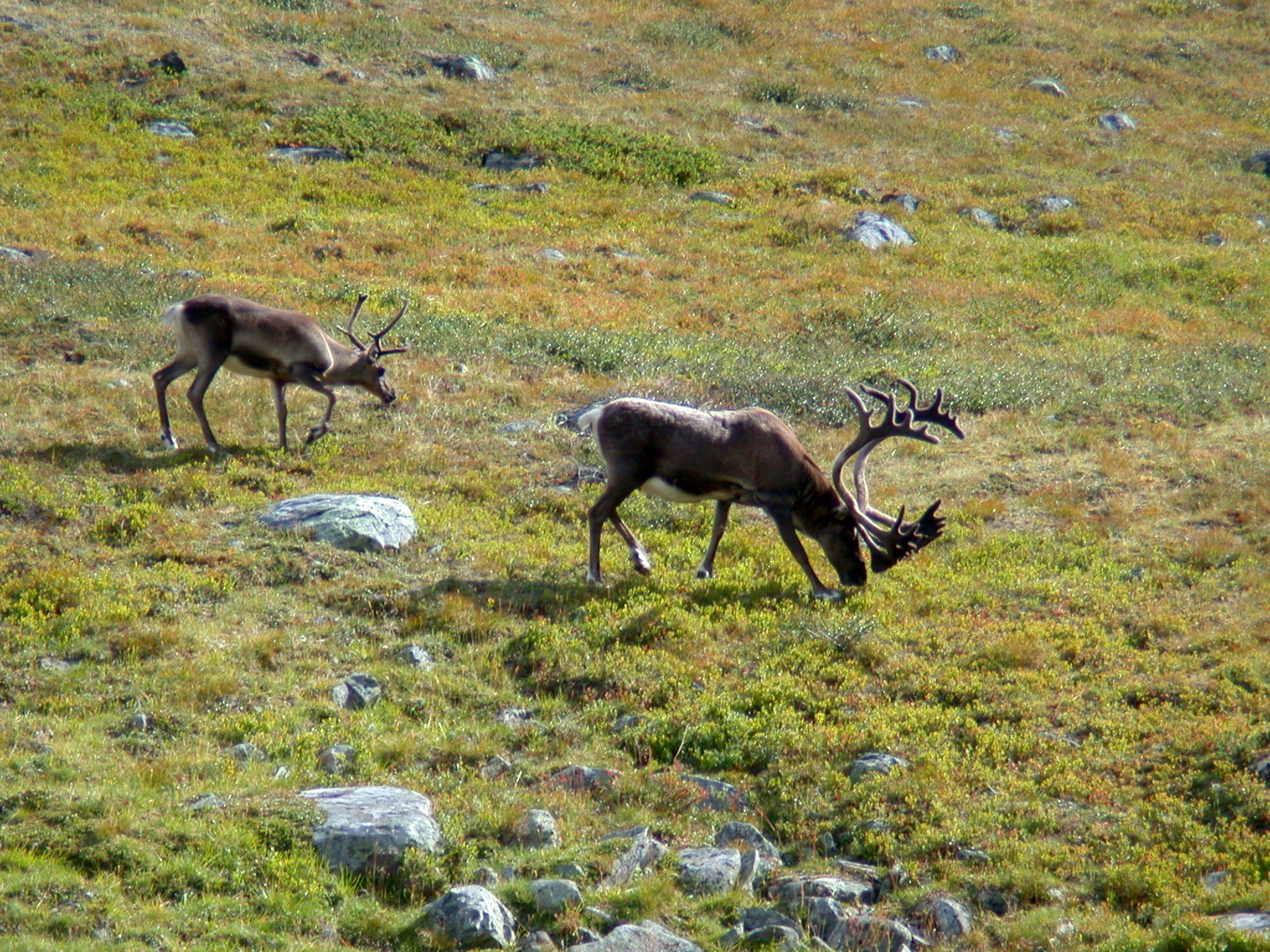
Des rennes dans le parc national d'Abisko
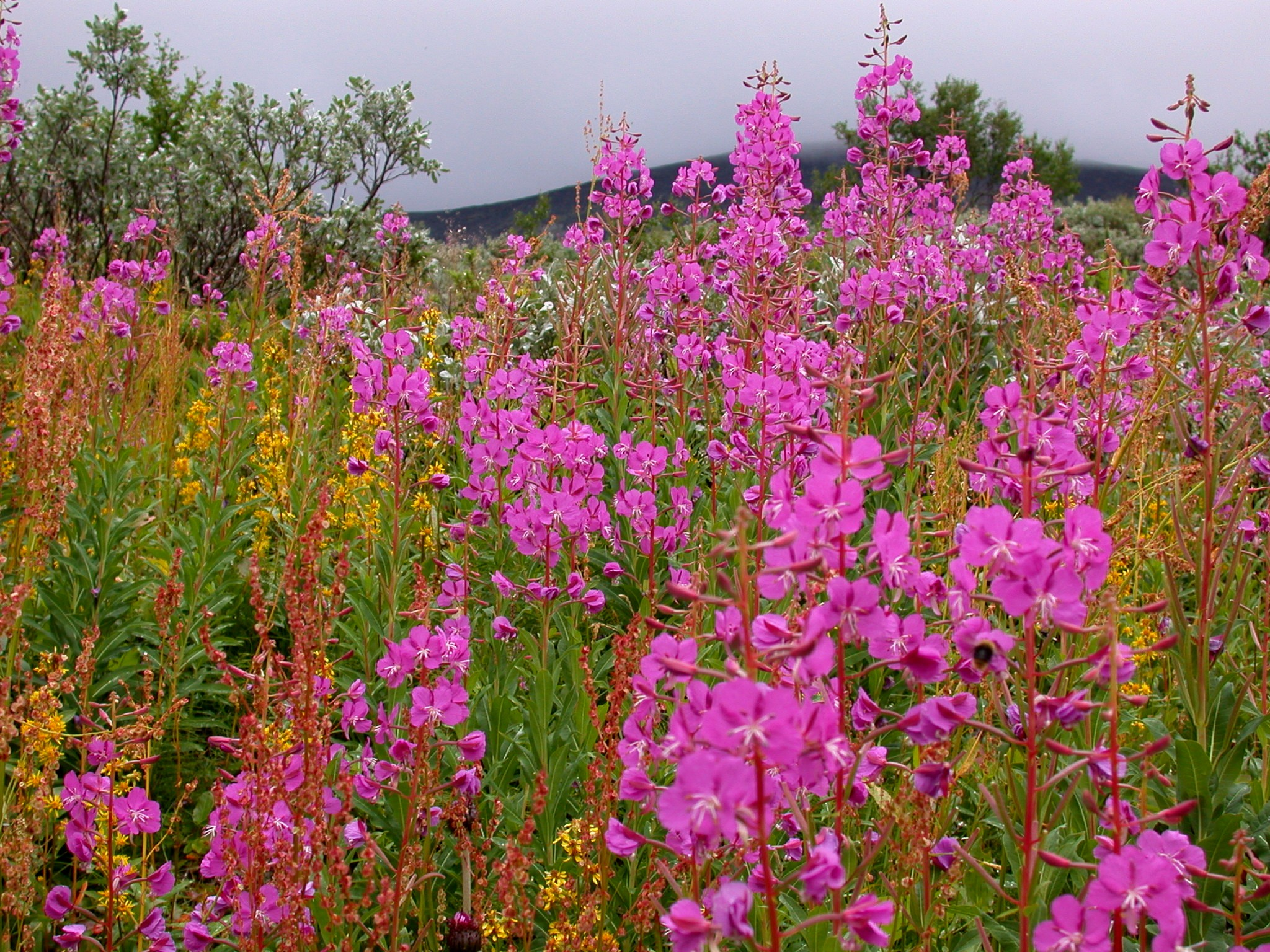
Flore alpine près d'Abisko
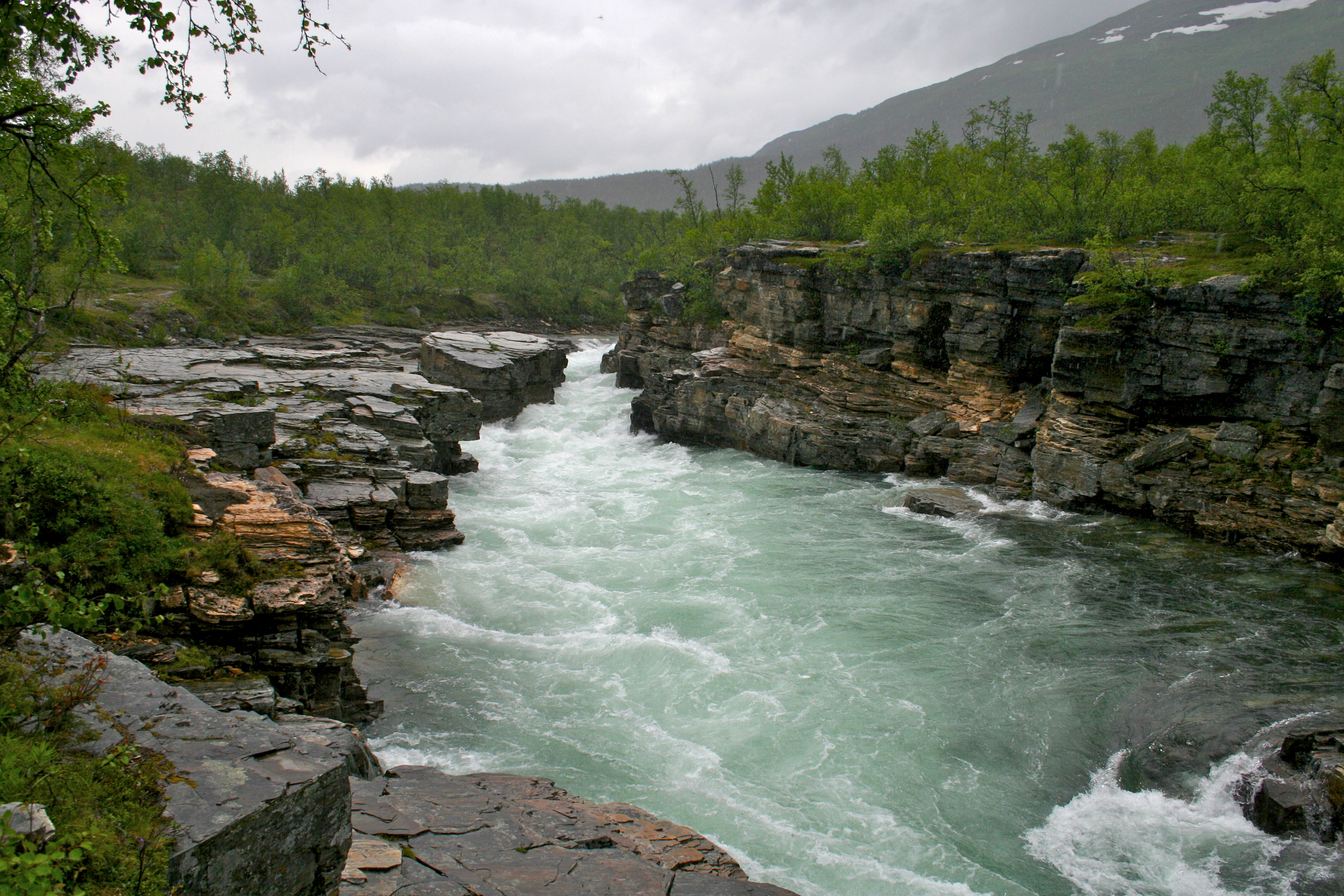
Le canyon de l'Abiskojåkka